# Cornelis Johan Bloys van Treslong
Cornelis Johan Bloys van Treslong (Steenbergen, 17 december 1752 - Voorburg, 13 april 1837) was een Nederlands marine-officier en rechter.

## Levensloop
Cornelis Johan Bloys van Treslong werd op 17 december 1752 geboren te Steenbergen, de stad die traditioneel geassocieerd wordt met het marine-geslacht Bloys van Treslong. Zijn vader Johannes Bloys van Treslong was de weesmeester (directeur) van het lokale weeshuis. In tegenstelling tot hun vader en meer in lijn met zijn overgrootvader Willem, kozen Cornelis en zijn broer Johan voor een leven op zee waarbij Cornelis diende als kapitein van de Admiraliteit van het Noorderkwartier onder schout-bij-nacht Jan Hendrik van Kinsbergen op het schip De Monnikendam. In 1795, na de Bataafse Revolutie, verliet hij de marine en werd kantonrechter te Voorburg waar hij op 13 april 1837 overleed.